# Epacanthaclisis maculata
Epacanthaclisis maculata là một loài côn trùng trong họ Myrmeleontidae thuộc bộ Neuroptera. Loài này được C.-k. Yang miêu tả năm 1986.